# مرغ باران کوک
مرغ باران کوک (نام علمی: Pterodroma cookii) نام یک گونه از سرده مرغ باران خرمگسی است.